# حساسية الصويا
حساسية الصويا هي نوع من أنواع حساسية الأغذية. وهو فرط حساسية للمواد الغذائية مثل فول الصويا الذي يسبب رد فعل مبالغ من الجهاز المناعي مما قد يؤدي إلى أعراض جسدية شديدة لملايين من الناس.
قدرت مؤسسة الربو والحساسية الأمريكية بأن حساسية الصويا تعد المسبب التاسع من مسببات حساسية الأغذية الأكثر شيوعا بين الأطفال وكبار السن. وعادة ما يتم علاج الحساسية بإتباع نظام غذائي وبتجنب الأطعمة التي تحتوي مكوناتها على الصويا. ويطلق على أشد نوع من أنواع حساسية الأغذية الحساسية المفرطة وهي حالة طبية طارئة تتطلب اهتماما فوريا ومعالجة باستخدام الأدرينالين.
ردة الفعل والعلاج

بعض الأشخاص اللذين يعانون من حساسية بروتين الصويا قد يكون لهم رد فعل تحسسي شديد وقد يدخل الشخص بعدها في صدمة حساسية وتسمى بالحساسية المفرطة. يقوم الطبيب بإعطاء دواء يحتوي على الادرينالين في حالات الحساسية المفرطة ويكون متاح بوصفه طبية مع مضادات الهيستامين مثل البينادريل (دايفينهايدرامين). في حال حدوث الحساسية يجب أن يذهب المريض لرؤية طبيب ويتوجه مباشرة إلى غرفة الطوارئ لأن الحساسية المفرطة يمكن أن تكون قاتلة إذا لم تعالج على الفور.
التشخيص
يمكن تشخيص حساسية الصويا بواسطة الفحص أو الوخز أو اختبار الأجسام المضادة في الدم.
المصادر الغذائية لبروتين الصويا

عادة ما تستخدم مطاعم الوجبات السريعة بروتين الصويا في خبز البرجر الذي يحتوي على دقيق الصويا ولحم البرجر الذي يحتوي على بروتين الصويا والبروتين النباتي المتحلل في الصلصات (HVP). وضعت مطاعم ماكدونالدز وبيرغر كينغ في مواقعهم الإلكترونية قائمة تتضمن دقيق الصويا كمكون في خبز البرغر. ووفقاً لمعلومات المؤسسة الغذائية في للولايات المتحدة فإن الخبز ووالكعك والفطائر عادة تحتوي على دقيق الصويا. أغلب منتجات الخبز المتوفرة الآن في الولايات المتحدة تحتوي على الصويا. تحتوي تقريبا جميع أنواع الأطعمة على الصويا بدأ من اللحوم والمثلجات والأجبان إلى البطاطا المقلية. العديد من الأطعمة تحتوي على الصويا نظرا لطهيها في زيت الصويا. على سبيل المثال فإنه يتم قلي كل شيء في مطعم جاك التابع لسلسلة مطاعم الوجبات السريعة في زيت الصويا. وأكثر من نصف علب المثلجات في محلات باسكن روبنز تحتوي على الصويا. وقد تحتوي التونة المعلبة على حساء الخضار الذي يتألف من أيضا بروتين الصويا. لا تظهر بعض المنتجات قائمة بروتين الصويا أو دقيق الصويا على المكونات الملصقة ولكنها لا تزال تحتوي على الصويا. وهناك العديد من القضايا التي لم تحل بشأن تنظيم نسبة الصويا في الطعام ومدى آثارها طويلة الأجل على صحة الإنسان. استخدمت شركة ونيليفر هولندا زيت فول الصويا في زبدة الفول السوداني بينما أعلنت عدم احتوائها على الصويا على مواقع الإنترنت. الأشخاص الذين لديهم ردود فعل للحساسية من زيت الصوبا قد لا يتحسسوا من زبدة الفول السوداني.
و من أمثلة المنتجات التي تحتوي على بروتين الصويا:
طبق الإدامامي والميسو والناتو وصلصة الشيو وألبومين وألياف ودقيق وحبوب وحليب ومكسرات وبراعم الصويا ومعجون وحبيبات وزبدة فول الصويا وبروتين الصويا المركز والمفصولو حليب الصويا
و صلصة تماري للصويا وطبق التيمبيه.
و اللحم النباتي (TVP) والبروتينات النباتية المتحللة (HVP) والتوفو.
قد تحتوي المنكهات الغذائية التالية على بروتين الصويا:
المنكهات الطبيعية والصناعية والمرق الجاهز مثل مرق الدجاج وحساء الخضار ومكعبات الماجي.
الجرعات
يتساهل الكثير من الناس اللذين يعانون من حساسية الصويا بتناول كميات صغيرة أو متوسطة من بروتين الصويا فجرعة الصويا تثير الحساسية أعلى بـ 100مرة من المواد الأخرى المثيرة للحساسية.
ترجمة ونقل من. انظر تاريخ الصفحة للمؤلفين - GFDL
الغذاء المعدل وراثيا
هناك مخاوف من أن الأغذية المعدلة وراثيًا، والتي توصف أيضًا بأنها الأطعمة المستمدة من الكائنات المعدلة وراثيًا (GMO)، يمكن أن تكون مسؤولة عن الحساسية، وأن القبول الواسع النطاق للأغذية المعدلة وراثيًا قد يكون مسؤولًا عن الزيادة الحقيقية أو المتوقعة في النسبة المئوية الأشخاص الذين يعانون من الحساسية.
 من المواد الغذائية المستخدمة حاليًا على نطاق واسع، يتم تحديد فول الصويا فقط كمسبب للحساسية الشائعة. ومع ذلك، بالنسبة لبروتينات فول الصويا المعروفة بإثارة الحساسية، يوجد تباين أكثر من الإجهاد إلى الإجهاد أكثر من تلك الأنواع وأصناف الكائنات المعدلة وراثيًا. نقلت المراجعة نفسها عن تقرير للأكاديمية الوطنية للعلوم بالولايات المتحدة الأمريكية عام 2016 خلص إلى أن «اللجنة لم تجد علاقة بين استهلاك أطعمة GE وزيادة معدل انتشار الحساسية الغذائية.» 

## الغذاء المعدل وراثيا
الهدف هو أن الجينات المنقولة من فصيلة إلى أخرى يمكن أن تسبب مادة مسببة للحساسية في طعام لا يعتقد أنه مثير للحساسية بشكل خاص. تم إنهاء البحث عن محاولة لتحسين جودة بروتين فول الصويا عن طريق إضافة جينات من المكسرات البرازيلية عندما تفاعل المتطوعون من البشر الذين لديهم حساسية من أشجار الجوز مع فول الصويا المعدل. في الوقت الحاضر قبل الحصول على موافقة جديدة من الأغذية المعدلة وراثيا من الحكومة تحتاج بعض المعايير إلى الوفاء. وتشمل هذه: هل الأنواع المانحة معروفة بأنها مسببة للحساسية؟ هل يشبه تسلسل الأحماض الأمينية للبروتينات المنقولة تسلسل البروتينات المسببة للحساسية المعروفة؟ هل ستكون البروتينات المنقولة في جزء النبات الذي سيتم تناوله (على عكس الجذور أو السيقان أو الأوراق غير المستهلكة)؟ هل البروتينات المنقولة مقاومة للهضم - سمة تشترك فيها العديد من البروتينات المسببة للحساسية؟  أخيرًا هناك متطلبات في بعض البلدان وتوصيات في بلدان أخرى بأن جميع الأطعمة التي تحتوي على مكونات معدلة وراثيًا قد تم تصنيفها على هذا النحو، وأن هناك مراقبة بعد الإطلاق نظام للإبلاغ عن الآثار الضارة (يوجد الكثير في بعض البلدان للإبلاغ عن الأدوية والمكملات الغذائية). وفقًا لتقرير صادر عام 2015 عن مركز سلامة الأغذية، فإن 64 دولة تتطلب وضع علامات على منتجات الكائنات المحورة وراثيا في السوق. .